# Lepidonotothen
Lepidonotothen és un gènere de peixos pertanyent a la família dels nototènids.

## Distribució geogràfica
Es troba a l'oceà Antàrtic.

## Taxonomia
- Lepidonotothen larseni (Lönnberg, 1905)
- Lepidonotothen mizops (Günther, 1880)
- Lepidonotothen nudifrons (Lönnberg, 1905)
- Lepidonotothen squamifrons (Günther, 1880)[5][6][7][8][9][10][11]